# Hypermasožravec

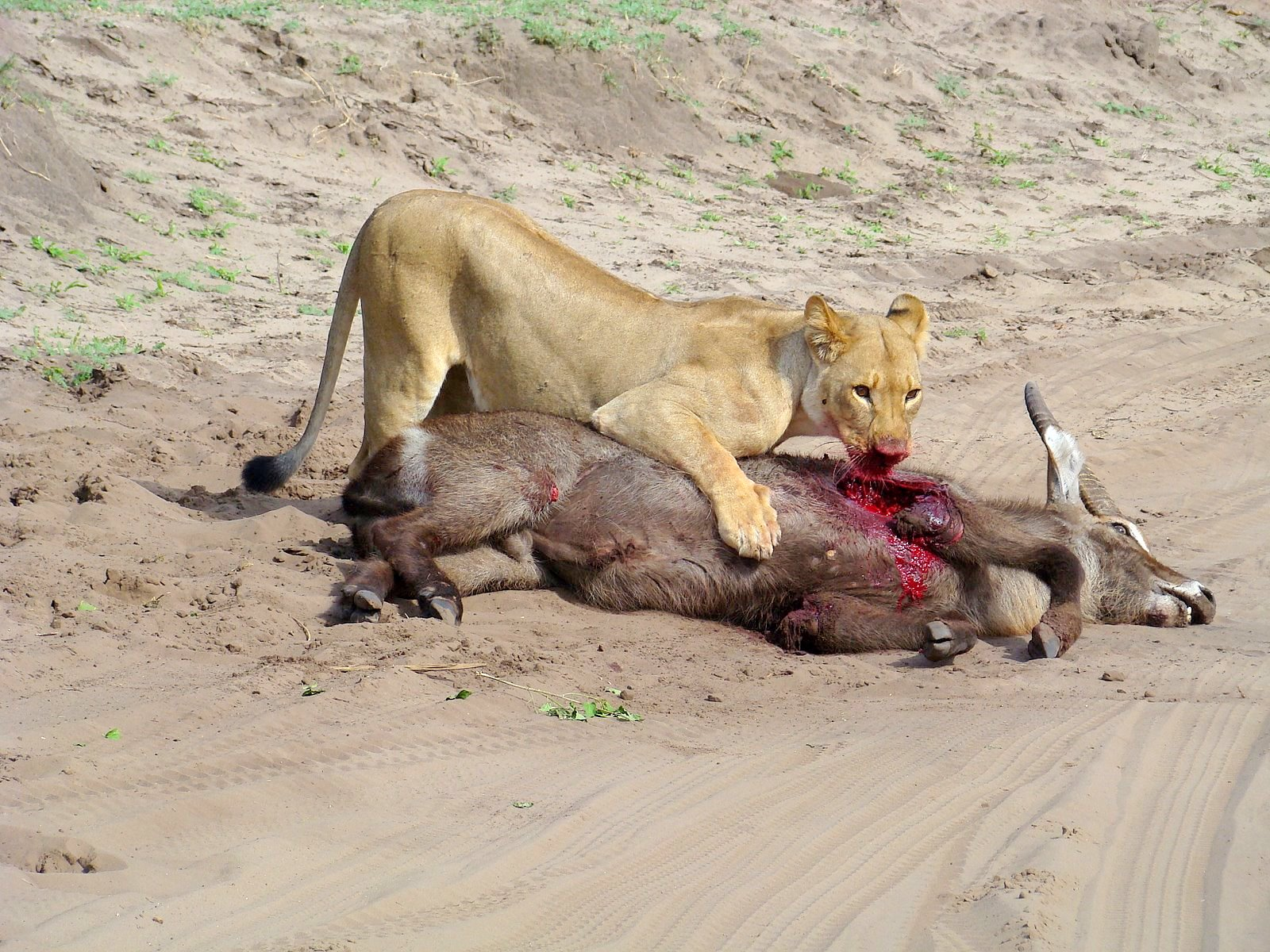
Lvice s ulovenou voduškou; lev je vrcholový hypermasožravec

Hypermasožravec je živočich, jehož potravní skladba je z více než 70 % tvořena masem. Maso může být získáváno buď aktivní predací, nebo pomocí mrchožravosti. Zbytek jídelníčku pak tvoří jiné složky, jako houby nebo ovoce. Mezi žijící hypermasožravce lze počítat například krokodýly, sovy, ťuhýkovité, orly, supy, kočkovité šelmy (všechny kočky, včetně kočky domácí, jsou hypermasožravci), delfíny, hady, pavouky, štíry, kudlanky, některé masožravé ryby a většinu žraloků. Hypermasožravec tedy nemusí být vrcholovým predátorem. Například lososi jsou výhradními masožravci, přesto se během celého života stávají kořistí četných predátorů.
Příbuzné druhy mohou mít často zcela odlišnou potravu – příkladem je medvěd lední (90 % masa), na rozdíl od medvěda grizzlyho s pouhými 10 % masa. Oba druhy se od sebe oddělily jenom před 150 tisíci lety.
V paleobiologii jsou termínem hypermasožravec nazýváni takoví živočichové, u nichž je chrup adaptován ke krájení spíše než k mletí a drcení. Mnoho prehistorických savců náležících ke kladu Carnivoramorpha (tj. šelmy a jejich kmenoví příbuzní), spolu s kreodonty a některými savci starší skupiny Cimolesta, bylo hypermasožravých. Teropodní dinosauři, jako například Tyrannosaurus rex, byli rovněž striktními masožravci.
Velké druhy vrcholových hypermasožravců se ve fosilních záznamech objevují často v reakci na úbytek či vyhynutí starších dominantních hypermasožravých skupin. Ačkoli na individuální úrovni může být vývoj směrem ke zvětšování velikosti masožravců výhodný, podobná extrémní specializace vede ke snížení hustoty populace, a tím i k větší náchylnosti k vyhynutí. V důsledku těchto protichůdných sil dominují ve fosilních záznamech na sebe navazující klady vrcholových hypermasožravců, které se nejprve diverzifikují, později vymírají a v průběhu času se postupně nahrazují.